# Smykówko (stacja kolejowa)
Smykówko – dawna stacja kolejowa w Smykówku, w gminie Ostróda w powiecie ostródzkim, w województwie warmińsko-mazurskim. Została otwarta w 1910 roku i zlikwidowana w 1945 roku przez żołnierzy Armii Czerwonej.